# Clito el Negro

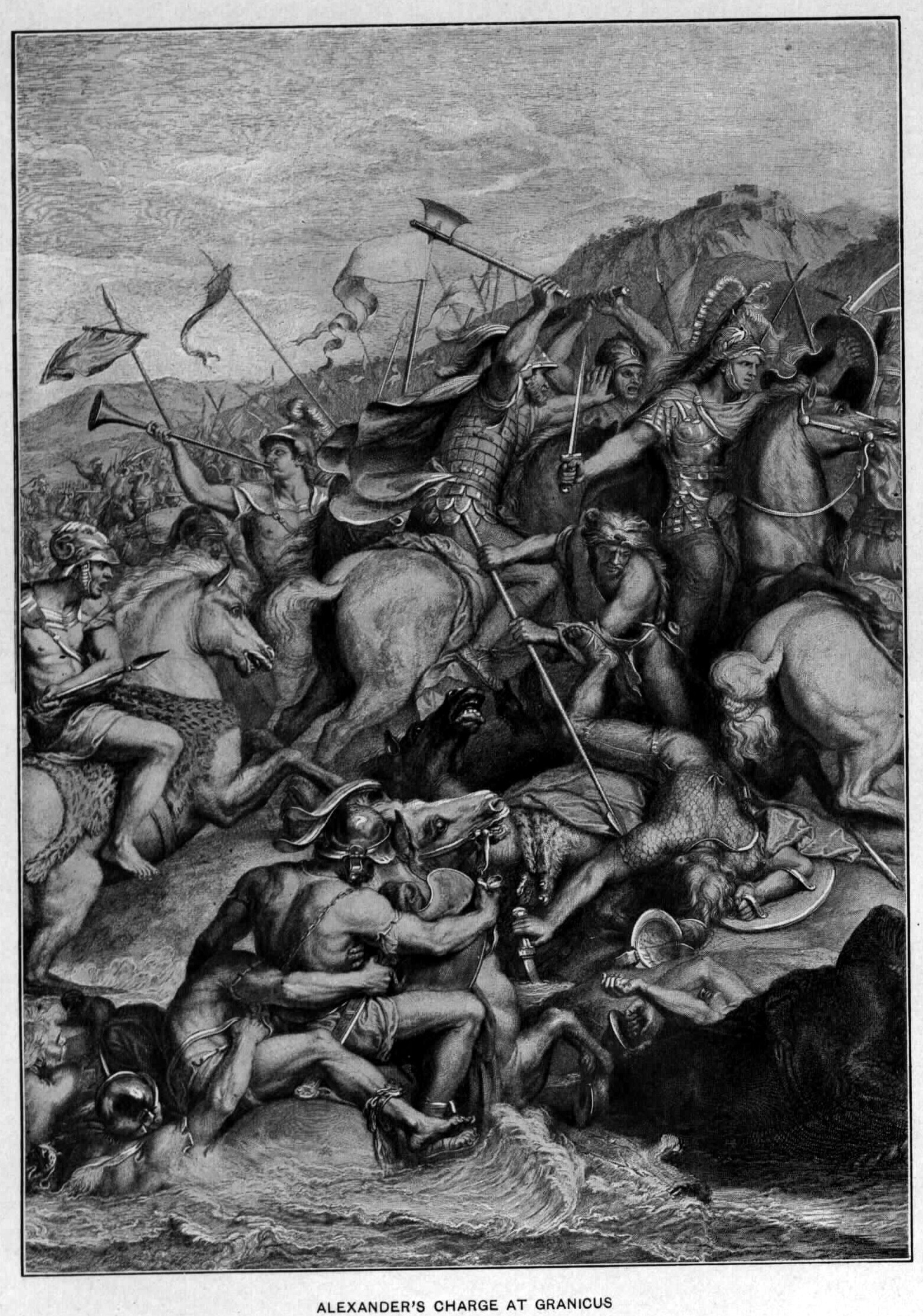
Clito el Negro salva la vida de Alejandro en la Batalla de Gránico

Clito el Negro (en griego: Κλεῖτος ὁ Μέλας, Kleitos ho Melas) (375 a. C. aproximadamente en Macedonia -328 a. C. en Samarcanda), fue un lugarteniente macedonio (actual provincia de Grecia) que prestó sus servicios bajo los reinados de Filipo II de Macedonia y de su hijo Alejandro Magno (356-323 a. C.).
Clito fue conocido como El negro, por su cabello negro azabache.

## Biografía

### Infancia
Nació en Macedonia aproximadamente en el año 367 a. C. Su padre era Drópidas y era un hombre rico, su madre no está registrada en la historia.
El padre de Clito servía a Filipo II de Macedonia y Clito, mientras iba creciendo, se iba incorporando en las tareas de la corte: estudiar la carrera militar además de aprender literatura, geografía, matemática, etc. El niño era fiel a la familia real; su hermana Lanice fue la nodriza del príncipe Alejandro.

### Juventud
Clito, junto con un grupo de soldados, cuidaban de la seguridad del hijo de Filipo y de los hijos de los nobles macedonios: Hefestión, Crátero, Nearco, Ptolomeo, Pérdicas, Seleuco y otros, que estaban estudiando bajo la enseñanza de Aristóteles en Mieza.
En el año 343 a. C. Clito combatía junto al rey Filipo.
En el año 336 Filipo de Macedonia murió asesinado. El príncipe Alejandro se convirtió entonces en rey, y con el apoyo de sus amigos, se puso firme e impuso su autoridad. Clito juró servir con fidelidad al nuevo rey y a su patria.

### Vida adulta en Asia
Clito acompañó al rey Alejandro Magno en la conquista del Imperio aqueménida, para luchar contra los que reinaban en el continente asiático en el año 334 a. C. En el 334 a. C. le salvó la vida en la batalla del río Gránico. Él iba conociendo las distintas ciudades y luchaba por el bien de su patria. En cuanto a la vida sentimental de Clito cabe decir que disfrutaba de las compañías de distintas mujeres.
A partir del año 330 a. C., fue jefe de la caballería de los hetairoi junto con Hefestión.
En el 328 a. C. fue nombrado sátrapa de Bactriana.

### Decepción y muerte
A medida que iban pasando los años, Clito percibió que su rey y amigo Alejandro Magno se interesó por integrar a los persas en el ejército y a tomar las costumbres de estos pueblos, lo cual le llevó a sentirse decepcionado con el rey, pero debido a su amor y lealtad hacia él, callaba tratando de no contradecirlo. Se sentía fuera de lugar en Persia, pero tenía la esperanza de volver pronto a su casa en Macedonia.
En el año 328 a. C., Alejandro organizó un banquete en Maracanda, al que invitó a sus amigos griegos de siempre y también a los asiáticos. A mitad de la celebración, Clito comenzó una acalorada discusión con el rey, discusión que acabó en un cruce de reproches, en la que Clito le dijo a Alejandro que era inferior a su padre Filipo y que era un orgulloso que se creía un dios y un traidor hacia Macedonia, y, además, le recordó que le salvó la vida en el Gránico. Criticó la «orientalización» del rey macedonio y su ingratitud para con sus soldados griegos y macedonios, quien según él eran los verdaderos responsables de los triunfos de Alejandro, y le acusó indirectamente de haber participado en el asesinato de Filipo II.
Alejandro comenzó una fuerte pelea; los amigos no podían separarlos y la desgracia apareció cuando Alejandro lo atravesó con su lanza y le provocó la muerte. El joven rey tomó conciencia que había matado a un gran amigo, deseó quitarse la vida justo después, pero los soldados impidieron tal acto. Estuvo deprimido durante tres días lamentando haberlo matado.
Clito tuvo un gran funeral y siempre fue y será recordado por su amor a su patria y por la lealtad a sus superiores y amigos.

## Clito el Negro en la ficción
- La novela Alejandro, escrita por Klaus Mann y publicada en 1929.
- La película Alejandro Magno, protagonizada por Richard Burton, en el año 1956.
- La serie de animación japonesa Alexander Senki, basada en la novela homónima de Hirochi Aramata y transmitida entre los años 1998 y 1999.
- La película Alejandro Magno , protagonizada por Colin Farrell y dirigida por Oliver Stone, en el 2004.